# Bibiana Rossa Torres
Bibiana Rossa Torres (Limós, França, 15 de gener de 1960) és una advocada i política andorrana. Candidat independent al principi i del Partit Socialdemòcrata (PS) més tard, Rossa ha estat Cònsol Major i Consellera del Comú de Canillo, Consellera General i ministra. Actualment (2023) retirada del món polític, ha col·laborat sovint amb mitjans de comunicació com ara RTVA o Diari d'Andorra.

## Biografia
Bibiana Rossa va nàixer el 15 de gener de 1960 a Limós, al departament francès de l'Aude, però al juny de 1963, amb només tres anys, la seua família s'instal·la a Encamp. Cursà l'ensenyament primàri a l'escola francesa d'Encamp, després al CEG Ciutat de Valls i ja al 1974 forma part de la primera promoció d'alumnes del Lycée Comte de Foix. L'any 1976 deixa els estudis i comença a treballar a la batllia francesa, primer com a auxiliar de justícia, més tard com a oficial i quan compleix els 18 anys, esdevenint secretària judicial. Alhora, continua estudiant a la Universitat de Perpinyà on fa el certificat de capacitat en dret. L'any 1981 es casà, neixent els seus dos fills, el 1984 i 1988.
Deixà la batllia el 1989, dedicant-se plenament als estudis i a la família i el 1992 es presenta a les eleccions al Consell General, per prendre part al Consell Constituent. Fou nomenada ministra de Sanitat, Treball, Medi Ambient i Immigració per l'aleshores Cap de Gover, n'Òscar Ribas Reig. Com a ministra, va commemorar per primera vegada a Andorra el dia mundial de la SIDA l'1 de desembre de 1993. Abans de les eleccions al Consell General de 1993 va cessar com a ministra i no es presentà a la reelecció com a consellera general.
Més tard, es presentà a les eleccions comunals de 1995 i fou elegida consellera comunal i cònsol major de Canillo, sent la primera cònsol major electa des de l'aprovació de la constitució andorrana de 1993. L'any 1997 va rebre al Copríncep Jacques Chirac en visita oficial al Comú de Canillo dins del seu viatge a Andorra. El març del 1999 pateix una moció de censura per part de membres de la seua pròpia llista i passa a l'oposició. La raó van ser diferències per la construcció del telecabina a la parròquia. El mateix any, a la tardor, es llicencià en Dret a la universitat de Barcelona. Rossa es presentà a la reelecció a les eleccions comunals de 1999, resultant elegida consellera comunal i cònsol major per majoria. No obstant això, l'any 2001 dimitiria per manca de suports polítics. Apartant-se de la política, obrí un despatx pròpi d'advocacia i un hotel.
Finalment, Bibiana Rossa tornà a política quan, a la llista nacional del PS, es presentà a les eleccions al Consell General de 2009 sent elegida de nou consellera general. Durant la legislatura i com a consellera, va exercir com a vicepresidenta de la Comissió Legislativa de Sanitat i Medi Ambient i membre de la Comissió Legislativa d'Economia. Cessà com a consellera general quan el Cap de Govern socialdemòcrata, Jaume Bartumeu Cassany, dissolgué el Consell General de manera anticipada i convocà eleccions. Dessenganyada amb la política i amb les lluites de poder intern al PS, Rossa deixà la política i es donà de baixa del partit. Actualment (2023) no participa en política, però col·labora amb diversos mitjans de comunicació nacionals. Està separada, té dos fills i un net.